# サイロル・サハリ
サイロル・サハリ（マレー語: Sairol Sahari、1983年4月9日 - ）は、ブルネイの元サッカー選手。元ブルネイ代表。現役時代のポジションはDF。

## クラブ歴
2002年にブルネイFAでプロとなり、その当初は左サイドのミッドフィールダーであった。2004年に同チームが解散するとNBT FCに移籍し、同チームのブルネイ・プレミアリーグ昇格に貢献した。2006年にはブルネイDPMM FCに移籍した。その後、ブルネイサッカー協会が国際サッカー連盟の制裁を受けた事により同チームは活動停止となり、活動停止期間の間、国内リーグに所属するインデラFCにレンタル移籍しサッカーを続けた。
2015年現在のポジションはサイドバックで、主将であるロスミン・カミスが欠場した際にはキャプテンマークを巻いている。

## 代表歴
18歳にして、ブルネイU-23代表に抜擢され、東南アジア競技大会に出場した。U-23代表では同大会のマレーシアU-23代表戦の後半途中からの出場で初出場となった。その後、2005年のハサナル・ボルキア・トロフィーでU-21代表デビューを果たした。
A代表デビューは2008年に行われた2008 AFFスズキカップの予選で、この大会のブルネイ代表はブルネイDPMM FCのメンバーで構成されていた。この大会でのブルネイ代表は1勝1分に終り、決勝トーナメント進出とはならなかった。その後、2012 AFFスズキカップ予選、2014 AFFスズキカップ予選の際にも代表に選出された。

## タイトル

### クラブ
ブルネイDPMM FC
- Sリーグ: 2015

準優勝: 2012, 2014
- シンガポール・カップ : 2009, 2012, 2014